# Большой (остров, Карское море)
Большо́й — остров архипелага Северная Земля. Административно относится к Таймырскому Долгано-Ненецкому району Красноярского края.
Расположен в южной части архипелага на расстоянии 15 километров к югу от мыса Свердлова — юго-восточного мыса острова Октябрьской Революции. Входит в состав островов Краснофлотских, являясь самым северным островом группы. В 2,75 километра к югу от Большого лежит другой остров группы — Средний.
Большой — это самый крупный остров группы, с чем и связано его название. Имеет вытянутую с юга на север форму длиной 5,1 и шириной до 1,4 километра в средней части. Берега неровные, на востоке обрывы высотой 5 метров. На острове находятся три возвышенности: высотой 12 метров на юге, 23 метра на севере и 31 метр (наивысшая точка острова) в центре. На вершине каждой возвышенности закреплены точки съёмочной сети. На острове находятся несколько небольших бессточных озёр. Все они лежат в непосредственной близости от побережья и отделены от моря узкими земляными валами. У северного и у юго-восточного берега расположены два небольших безымянных острова. Глубина моря у побережья резко увеличивается и уже в 500—800 метрах достигает 40-50 метров.
В центральной части острова Большого у восточного берега расположена полярная станция Острова Краснофлотские, действующая с 1953 года. Как и остальные Краснофлотские острова, Большой был впервые обнаружен и нанесён на карту 17 августа 1932 года экспедицией Всесоюзного арктического института на ледоколе «В. Русанов».

## Карта
- Лист карты T-47-XIII,XIV,XV острова Краснофлотские (Северная Земля). Масштаб: 1 : 200 000. Состояние местности на 1957 год.